# Rex Hartwig
Rex Noel Hartwig (Culcairn, Austràlia, 2 de setembre de 1929 – 30 de desembre de 2022) va ser un tennista australià.

## Torneigs de Grand Slam

### Individual: 2 (0−2)
| Resultat  | Núm. | Any  | Torneig                  | Oponent     | Marcador           |
| --------- | ---- | ---- | ------------------------ | ----------- | ------------------ |
| Finalista | 1.   | 1954 | Australian Championships | Mervyn Rose | 2−6, 6−0, 4−6, 2−6 |
| Finalista | 2.   | 1954 | US Championships         | Vic Seixas  | 6−3, 2−6, 4−6, 4−6 |

### Dobles masculins: 5 (4−1)
| Resultat  | Núm. | Any  | Torneig                     | Parella     | Oponents                      | Marcador           |
| --------- | ---- | ---- | --------------------------- | ----------- | ----------------------------- | ------------------ |
| Finalista | 1.   | 1953 | Wimbledon Championships     | Mervyn Rose | Lew Hoad Ken Rosewall         | 4−6, 5−7, 6−4, 5−7 |
| Guanyador | 1.   | 1953 | US Championships            | Mervyn Rose | Gardnar Mulloy Bill Talbert   | 6−4, 4−6, 6−2, 6−4 |
| Guanyador | 2.   | 1954 | Australian Championships    | Mervyn Rose | Neale Fraser Clive Wilderspin | 6−3, 6−4, 6−2      |
| Guanyador | 3.   | 1954 | Wimbledon Championships     | Mervyn Rose | Vic Seixas Tony Trabert       | 6−4, 6−4, 3−6, 6−4 |
| Guanyador | 4.   | 1955 | Wimbledon Championships (2) | Lew Hoad    | Neale Fraser Ken Rosewall     | 7−5, 6−4, 6−3      |

### Dobles mixts: 4 (2−2)
| Resultat  | Núm. | Any  | Torneig                      | Parella            | Oponents                        | Marcador      |
| --------- | ---- | ---- | ---------------------------- | ------------------ | ------------------------------- | ------------- |
| Guanyador | 1.   | 1953 | Australian Championships     | Julia Sampson      | Maureen Connolly Ham Richardson | 6−4, 6−3      |
| Finalista | 1.   | 1953 | US Championships             | Julia Sampson      | Doris Hart Vic Seixas           | 2−6, 6−4, 4−6 |
| Guanyador | 2.   | 1954 | Australian Championships (2) | Thelma Coyne Long  | Beryl Penrose John Bromwich     | 4−6, 6−1, 6−2 |
| Finalista | 1.   | 1954 | Internationaux de France     | Jacqueline Patorni | Maureen Connolly Lew Hoad       | 4−6, 3−6      |

## Palmarès

### Equips: 3 (2−1)
| Resultat  | Núm. | Data                        | Torneig                                    | Superfície | Equip                              | Oponents                                                    | Marcador |
| --------- | ---- | --------------------------- | ------------------------------------------ | ---------- | ---------------------------------- | ----------------------------------------------------------- | -------- |
| Guanyador | 1.   | 28 − 31 de desembre de 1953 | Copa Davis, Melbourne, Austràlia           | Gespa      | Lew Hoad Mervyn Rose Ken Rosewall  | Hamilton Richardson Victor Seixas Bill Talbert Tony Trabert | 3−2      |
| Finalista | 1.   | 27 − 29 de desembre de 1954 | Copa Davis, Sydney, Austràlia              | Gespa      | Lew Hoad Mervyn Rose Ken Rosewall  | Hamilton Richardson Victor Seixas Bill Talbert Tony Trabert | 2−3      |
| Guanyador | 2.   | 26 − 28 d'agost de 1955     | Copa Davis, Forest Hills, Estats Units (2) | Gespa      | Neale Fraser Lew Hoad Ken Rosewall | Hamilton Richardson Victor Seixas Gilbert Shea Tony Trabert | 5−0      |